# Panzergruppe 3
Le Panzergruppe 3 est une unité de la taille d'une armée allemande qui a servi dans la Wehrmacht pendant la Seconde Guerre mondiale.
Le Panzergruppe 3 est formé le 16 novembre 1940 à partir du XV. Armeekorps (mot).
Le Panzergruppe 3 a pris part à l'opération Barbarossa rattaché au Groupe d'armées Centre. Plus tard, il intervient dans l'opération Typhon autour de Moscou, où il est placé sous les ordres de 9. Armee.
Il est renommé 3. Panzerarmee à partir du 1er janvier 1942.

## Commandement

### Commandant
| Début            | fin              | Grade         | Commandant           |
| ---------------- | ---------------- | ------------- | -------------------- |
| 16 novembre 1940 | 5 octobre 1941   | Generaloberst | Hermann Hoth         |
| 5 octobre 1941   | 1er janvier 1942 | Generaloberst | Georg-Hans Reinhardt |

### Chef d'état-major
| Début            | fin              | Grade               | Commandant                     |
| ---------------- | ---------------- | ------------------- | ------------------------------ |
| 16 novembre 1940 | 31 janvier 1941  | Oberstleutnant i.G. | Harald Freiherr von Elverfeldt |
| 1er février 1941 | 1er janvier 1942 | Oberstleutnant i.G. | Carl Wagener                   |

## Zones d'opérations
- France : Novembre 1940 - Juin 1941
- Front de l'Est (secteur centre) : Juin 1941 - Janvier 1942

## Ordres de bataille
Au début de l'opération Barbarossa, le Groupe est constitué des XXXIX et LVII. Armeekorps (mot.).
 2 octobre 1941 
- Commandant: Generaloberst Hermann Hoth
- Chef d'état-major: Oberst Walther von Hünersdorff
- XLI. Panzerkorps sous les ordres du General der Panzertruppe Georg-Hans Reinhardt
  - 1. Panzer-Division sous les ordres du Generalleutnant Friedrich Kirchner
  - 36. Infanterie-Division (Mot.) sous les ordres du Generalleutnant Otto-Ernst Ottenbacher
- LVI. Panzerkorps sous les ordres du General der Panzertruppe Ferdinand Schaal
  - 6. Panzer-Division sous les ordres du Generalmajor Franz Landgraf (en)
  - 7. Panzer-Division sous les ordres du Generalmajor Hans Freiherr von Funck
  - 14. Infanterie-Division (Mot.) sous les ordres du Major General Friedrich Fürst
- VI. Armeekorps sous les ordres du General der Pioniere Otto-Wilhelm Förster
  - 6. Infanterie-Division sous les ordres du Generalleutnant Helge Auleb
  - 26. Infanterie-Division sous les ordres du Generalmajor Walter Weiß
  - 110. Infanterie-Division sous les ordres du Generalleutnant Ernst Seifert